# Gun Digest
O Gun Digest é um livro anual sobre armas de fogo publicado nos Estados Unidos pela Gun Digest Media. A Gun Digest é propriedade da Caribou Media, LLC. Além do livro anual, a empresa lança vários volumes por ano focados em colecionamento de armas de fogo, autodefesa e diversos modelos de armas de fogo, bem como uma revista impressa com 16 edições por ano, um programa de televisão chamado Modern Shooter e o site Gundigest.com.

## História
A Gun Digest foi publicado pela primeira vez em 1944 e incluía artigos escritos por escritores conhecidos como Jack O'Connor e o Major Charles Askins. O volume anual inclui análises de armas de fogo, listas de fabricantes e um guia de preços dos valores atuais das armas de fogo.
Além do livro anual, existem diversas edições para tipos específicos de armas de fogo, como o fuzil AR-15, o cartucho .22 Rimfire, Espingardas, Fuzis de Assalto e valores de armas de fogo. Outros livros específicos sobre armeiros, a competição Cowboy Action Shooting e outros tópicos são oferecidos por autores como John Taffin, Massad Ayoob, Dan Shideler, Bill Loëb e Patrick Sweeney.
Phil Massaro foi nomeado editor-chefe em janeiro de 2020.

## Revista
A Gun Digest começou a publicar uma revista em 2006 intitulada Gun Digest the Magazine, que evoluiu de um jornal de classificados de armas estilo tablóide chamado Gun List. Continha os mesmos classificados de armas de fogo e listagens de leilões, mas o novo periódico traz artigos e colunas sobre armas de fogo, tiro, armaria, recarga, colecionamento e legislação. É publicado 16 vezes por ano em formato de revista.
Várias outras revistas foram publicadas pela Gun Digest, como a Gun Digest's Tactical Gear, editada por Kevin Michalowski.